# Pseudophryne douglasi
Pseudophryne douglasi är en groddjursart som beskrevs av Main 1964. Pseudophryne douglasi ingår i släktet Pseudophryne och familjen Myobatrachidae. IUCN kategoriserar arten globalt som livskraftig. Inga underarter finns listade i Catalogue of Life.